# Where Quantity is Job Number 1
Where Quantity is Job #1 is het eerste en enige verzamelalbum van de Canadese punkband Propagandhi. Het is uitgegeven op 15 november 1998. Het album bevat oude en zeldzame demo's, nummers en opnames, waaronder de nummers van Propagandhi op het splitalbum I'd Rather Be Flag-Burning.

## Nummers
1. "Mutual Friend" - 0:45
2. "Instrumental" - 0:29
3. "And We Thought Nation States Were a Bad Idea" - 2:27
4. "Utter Crap Song" - 1:27
5. "Oka Everywhere" - 2:19
6. "Noam Chomsky" - 0:32
7. "Hallie Does Hebron" - 3:31
8. "Homophobes Are Just Mad Cuz They Can't Get Laid" - 1:41
9. "True" - 1:40
10. "Todd's Incredibly Professional Station ID for 4ZZZ Brisbane" - 0:17
11. "Contest Song" - 2:14
12. "Firestorm, My Ass" - 1:02
13. "Refusing to Be a Man" - 3:14
14. "Resisting Tyrannical Government" - 2:25
15. "Laplante Song" (live) - 1:48
16. "Leg-Hold Trap" (live) - 4:37
17. "Laplante/Smith Song" (live) - 3:00
18. "White, Proud and Stupid" - 3:19
19. "Fine Day" - 2:53
20. "Stand Up and Be Counted" - 4:36
21. "Pigs Will Pay" (live) - 2:13
22. "Government Cartoons" (live) - 3:32
23. "Anti-Manifesto" (live) - 4:00
24. "Less Talk, More Rock" (live) - 1:36
25. "Gamble" (live) - 4:20
26. "Ska Sucks" (live) - 1:48
27. "Bent" (cover van Sudden Impact) - 2:12
28. "Degrassi Junior High Drop-Outs" - 1:36
29. "Hidden Curriculum" - 1:04
30. "The Van Lament" - 3:49